# جفری هینتون
جفری اورست هینتون (به انگلیسی: Geoffrey Everest Hinton) (متولد ۶ دسامبر ۱۹۴۷)، روان‌شناس شناختی و دانشمند علوم رایانه متولد بریتانیا است، او به عنوان «پدرخوانده هوش مصنوعی» شناخته می‌شود و بیشتر برای کار خود در زمینه شبکه‌های عصبی مصنوعی شناخته شده است. از سال ۲۰۱۵، وی وقت خویش را در گوگل و دانشگاه تورنتو تقسیم کرد،‌ هینتون در ۲۰۱۷ یکی از بنیانگذاران و مشاور ارشد علمی در موسسه هکتور در تورنتو شد. او یکی از اولین محققانی است که استفاده از الگوریتم پس‌انتشار (به انگلیسی: backpropagation) را برای آموزش شبکه عصبی چند لایه نشان داد که نقش مهمی را در زمینه یادگیری عمیق داراست. از جمله نوآوری‌های او استفاده از شبکه عصبی در بینایی رایانه‌ای است که به راه‌اندازی آلکس‌نت ختم شد.
هینتون در سال ۲۰۱۸ به همراه چند محقق دیگر؛ برای کار روی یادگیری عمیق؛ برندهٔ جایزه تورینگ شد که اغلب به عنوان "جایزه نوبل محاسبات" از آن یاد می‌شود. وی در سال ۲۰۲۳ از گوگل استعفا داد تا بتواند در مورد خطرات ناشی از هوش مصنوعی هشدار بدهد. او در سال ۲۰۲۴ به طور مشترک با جان هاپفیلد برنده جایزه نوبل فیزیک شد.
در اوت ۲۰۲۴، هینتون به همراه یوشوا بنجیو، استوارت راسل و لارنس لسیگ نامه‌ای در حمایت از SB ۱۰۴۷، یک لایحه ایمنی هوش مصنوعی کالیفرنیا نوشت که شرکت ها را ملزم به آموزش مدل‌هایی با هزینه بیش از ۱۰۰ میلیون دلار برای انجام ارزیابی ریسک قبل از استقرار می‌کند. آنها ادعا کردند که این قانون "حداقل برای تنظیم مؤثر این فناوری" است.

## تحصیلات
هینتون در سال ۱۹۷۰ از کینگز کالج کمبریج با مدرک لیسانس در رشته هنر در روان‌شناسی تجربی فارغ‌التحصیل شد. او مطالعات خود را در دانشگاه ادینبرو ادامه داد، جایی که در سال ۱۹۷۷ در آن مدرک دکترای خود را در زمینهٔ هوش مصنوعی برای تحقیقاتش تحت راهنمایی کریستوفر لانگت-هیگینز دریافت کرد.

## جوایز و افتخارات
جوایز و افتخارات جفری اورست هینتون:
- عضو آکادمی ملی مهندسی
- جایزه مرزهای دانش بنیاد بی‌بی‌وی‌ای
- مدال گرهارد هرتسبرگ
- مدال آی‌ای‌ای‌ای جیمز کلرک ماکسول
- جایزه تورینگ[۲۱]

### جایزه نوبل فیزیک ۲۰۲۴
او به‌طور مشترک با جان هاپفیلد جایزه نوبل فیزیک ۲۰۲۴ را برای «به خاطر اکتشافات و اختراعات بنیادین که امکان یادگیری ماشینی با شبکه‌های عصبی مصنوعی را می‌دهد.» دریافت کرد.

## مخالفت با گوگل و توسعه هوش مصنوعی
وی که بخشی از عمر خود را صرف توسعه هوش مصنوعی کرده و به پدر هوش مصنوعی شهرت دارد؛ از سال ۱۴۰۲ از گوگل استعفا داده تا با فراغ بال دیدگاه‌های انتقادی خود پیرامون توسعه هوش مصنوعی را بیان کند. وی تیر ۱۴۰۲ گفت که از آینده توسعه هوش مصنوعی می‌ترسد. وی در خرداد ۱۴۰۳ نیز گفت: «به‌زودی مدل‌های مختلف هوش‌مصنوعی از هوش انسانی پیشی می‌گیرند… تقریباً همه کسانی که من می‌شناسم و متخصص هوش مصنوعی هستند، معتقدند که هوش مصنوعی از هوش انسانی جلوتر خواهد رفت. اما سؤال این است که چه زمانی این اتفاق می‌افتد؟... چیزی که من بیشتر نگران آن هستم این است که چه زمانی هوش‌های مصنوعی مختلف می‌توانند به‌طور مستقل تصمیم بگیرند، این مسئله می‌تواند خیلی نگران‌کننده باشد.»